# Seymour Ginsburg
Seymour Ginsburg (Brooklyn, 12 de diciembre de 1927 – 5 de diciembre de 2004) fue un pionero estadounidense de la teoría de autómatas, la teoría del lenguaje formal y la teoría de bases de datos, en particular; e informática, en general. Su trabajo fue influyente para distinguir la informática teórica de las disciplinas de las matemáticas y la ingeniería eléctrica.
Durante su carrera, Ginsburg publicó más de 100 artículos y tres libros sobre diversos temas de la informática teórica.

## Biografía
En 1948, Seymour Ginsburg recibió su B.S. del City College de Nueva York, donde junto con su compañero de estudios Martin Davis asistió a una clase de matemáticas de honor impartida por Emil Post. Obtuvo un Ph.D. en Matemáticas de la Universidad de Míchigan en 1952, estudiando con Ben Dushnik.
La carrera profesional de Ginsburg comenzó en 1951 cuando aceptó un puesto como profesor asistente de matemáticas en la Universidad de Miami en Florida. En 1955, dirigió su atención por completo a las ciencias de la computación, cuando se mudó a California para trabajar para Northrop Corporation. Siguió esto con puestos en National Cash Register Corporation, Hughes Aircraft y System Development Corporation.
En SDC, Ginsburg se concentró primero en la teoría de las máquinas abstractas. Posteriormente formó y dirigió un proyecto de investigación dedicado a la teoría del lenguaje formal y los fundamentos de la informática. Los miembros del grupo de investigación incluyeron: Sheila Greibach, Michael A. Harrison, Gene Rose, Ed Spanier y Joe Ullian. El trabajo que surgió de este grupo distinguió la teoría de la informática de otros campos, colocando a Ginsburg en el centro de lo que se convirtió en la comunidad teórica de la informática.
Fue durante los años de la COSUDE cuando un joven Jeff Ullman pasó un verano trabajando para Ginsburg, aprendiendo tanto la teoría formal del lenguaje como un amplio enfoque de la investigación en teoría de la informática. Al Aho atribuyó el verano de Ullman a Ginsburg por haber tenido una gran influencia en la carrera de Aho en Ciencias de la Computación. En una entrevista, Aho recordó que había poca informática en Princeton mientras estudiaba para su doctorado. Sin embargo, después de que Ullman regresó de su verano con Ginsburg, declaró que Ullman «esencialmente nos enseñó a Hopcroft, ya mí, la teoría del lenguaje formal».
En 1966, Ginsburg se unió a la facultad de la Universidad del Sur de California, donde en 1968 ayudó a establecer el departamento de ciencias de la computación. En 1974 se le otorgó una beca Guggenheim y pasó el año recorriendo el mundo, dando conferencias sobre las áreas de la informática teórica que había ayudó a crear. En 1978 Ginsburg fue nombrado el primer profesor Fletcher Jones de Ciencias de la Computación en la USC, cátedra que ocupó hasta su jubilación en 1999. Continuó su trabajo sobre la teoría del lenguaje formal y los autómatas durante la década de 1970.
En la década de 1980, en la USC, Ginsburg creó un grupo de investigación dedicado a la teoría de bases de datos. Organizó el primer PODS (Simposio sobre principios de sistemas de bases de datos) en Marina del Rey en 1982 y fue una fuerza motriz en la conferencia en la década de 1990. Fue honrado con una sesión sorpresa en los PODS de 1992 con motivo de su 64 cumpleaños. Se creó un festschrift editado por Jeff Ullman en su honor para la ocasión.
La carrera de Ginsburg terminó repentinamente en 1999 cuando le diagnosticaron la aparición de la enfermedad de Alzheimer. Se retiró de la docencia activa y se convirtió en profesor emérito de informática en la USC. Pasó sus últimos años con un deterioro de la salud hasta que murió el 5 de diciembre de 2004.
En 2005, Ginsburg fue recordado con cariño en un memorial publicado en el ACM SIGMOD Record. Más allá de sus contribuciones a la teoría de la informática, fue recordado por la claridad de enfoque que aportó a la investigación y la seriedad con la que asumió su papel como asesor de estudiantes de doctorado. También fue recordado por su generoso apoyo a los investigadores más jóvenes. Aquellos que se beneficiaron de la tutoría de Ginsburg, que no eran también sus estudiantes de doctorado, incluyeron: Jonathan Goldstine, Sheila Greibach, Michael A. Harrison, Richard Hull y Jeff Ullman.

## Contribuciones profesionales
Los primeros trabajos de Ginsburg se concentraron en la teoría de los autómatas. En 1958, demostró que la minimización del circuito "no importa" no necesariamente produce un resultado mínimo. Su trabajo en la teoría de los autómatas llevó a la comunidad de la teoría del cambio a una dirección más teórica. Este trabajo culminó con la publicación de un libro sobre las matemáticas de las máquinas en 1962.
En la década de 1960, Ginsburg centró su atención en la teoría del lenguaje formal. Estudió gramáticas libres de contexto y publicó una visión general muy conocida de lenguajes libres de contexto en 1966. Ginsburg fue el primero en observar la conexión entre los lenguajes sin contexto y los lenguajes "similares a ALGOL". Esto hizo que el campo de la teoría del lenguaje formal influyera en la investigación del lenguaje de programación. Los resultados de Ginsburg sobre gramáticas libres de contexto y aceptadores de empuje hacia abajo se consideran algunos de los más profundos y hermosos de la zona. Siguen siendo herramientas estándar para muchos informáticos que trabajan en las áreas de lenguajes formales y autómatas. Muchos de sus artículos en este momento fueron coautores con otros destacados investigadores del lenguaje formal, incluidos Sheila Greibach y Michael A. Harrison.
La unificación de diferentes visiones de los sistemas formales fue un tema constante en el trabajo de Ginsburg. En la teoría del lenguaje formal, sus trabajos examinaron las relaciones entre los sistemas basados en la gramática, los sistemas basados en los aceptadores y las caracterizaciones algebraicas de familias de idiomas. La culminación de este trabajo fue en 1967, con la creación de una de las ramas más profundas de la informática, las familias abstractas de lenguajes, en colaboración con Sheila Greibach.
En 1974, Ginsburg, junto con Armin B. Cremers, desarrollaron la teoría de las formas gramaticales.
En la década de 1980, Ginsburg se convirtió en un pionero en el campo de la teoría de bases de datos. Continuó trabajando en este campo hasta su jubilación. Sus contribuciones profesionales abarcaron temas tan diversos como dependencia funcional, historias de objetos, historias de hojas de cálculo, registro de datos, y reestructuración de datos.